# Trick & Treat
Trick & Treat was een dagelijks televisieprogramma op Veronica.
In Trick & Treat neemt Kee Huidekoper samen met een groep acteurs de winnaars van de weekloterij Dayzers in de maling.
Wanneer de grap op zijn hoogtepunt is, is Kee de persoon die de ‘slachtoffers’ vertelt dat ze voor de gek zijn gehouden én dat ze een geldbedrag hebben gewonnen.
Kee, die in Trick & Treat ook wel Daisy wordt genoemd, vertelt aan het begin van iedere aflevering hoe het speciale candid-team iemand in de maling gaat nemen. Wanneer de Dayzers-prijswinnaar ten einde raad is en niet meer weet wat te doen, komt Daisy met de geldcheque, die kan oplopen tot 100.000 euro, tevoorschijn.
Trick & Treat was elke werkdag om 19.00 uur te zien bij Veronica.

## Presentatoren

### Vaste presentatoren
- Kee Huidekoper (2008)